# Tres Cabrones
Tres Cabrones è un album discografico in studio del gruppo musicale sludge metal statunitense Melvins, pubblicato nel 2013.

## Tracce
Tutte le tracce sono di Buzz Osborne tranne dove indicato.
1. Doctor Mule – 4:19
2. City Dump – 3:30
3. American Cow – 3:42
4. Tie My Pecker to a Tree – 1:03 (tradizionale)
5. Dogs and Cattle Prods – 8:58
6. Psycho-Delic Haze – 4:11
7. 99 Bottles of Beer – 1:18 (tradizionale)
8. I Told You I Was Crazy – 6:54
9. Stump Farmer – 2:22
10. You're in the Army Now – 1:10 (tradizionale)
11. Walter's Lips – 3:12 (The Lewd)
12. Stick em' Up Bitch – 4:14 (Osborne/Pop-O-Pies)

## Formazione
- King Buzzo - chitarra, basso, voce, stilofono
- Dale Crover - basso, batteria, percussioni, voce
- Mike Dillard - batteria, percussioni, voce